# 委内瑞拉石油公司
委内瑞拉石油公司（Petróleos de Venezuela, S.A.）是委内瑞拉的国家石油公司。该公司由1976年国有化外资企业而来，是世界第五大石油出口企业。